# Comité régional de l'énergie
Pour les articles homonymes, voir CRE.
Ne doit pas être confondu avec Commission de régulation de l'énergie.
Un comité régional de l'énergie (CRE ou CRé) est, en France, une instance État-Région créée par la Loi portant lutte contre le dérèglement climatique et renforcement de la résilience face à ses effets pour « favoriser la concertation, en particulier avec les collectivités territoriales, sur les questions relatives à l'énergie au sein de la région ».
Il :
- « élabore une proposition d'objectifs régionaux de développement des énergies renouvelables (OR-EnR) de la région » ;
- est associé à la fixation, au suivi et à l'évaluation de la mise en œuvre des objectifs de développement des énergies renouvelables et de récupération du Schéma régional d'aménagement, de développement durable et d'égalité des territoires (SRADDET) ou, en Île-de-France, du Schéma régional climat air énergie (SRCAE) ;
- peut « débattre et rendre des avis sur tous les sujets relatifs à l'énergie ayant un impact sur la région ».

## Histoire, calendrier de mise en place
Les comités régionaux de l'énergie sont institués en août 2021, par l'article 83 consacré aux Objectifs régionaux de développement des énergies renouvelables de la loi portant lutte contre le dérèglement climatique et renforcement de la résilience face à ses effets (dite « Loi Climat et résilience »), qui a — en partie — repris certaines propositions de la Convention citoyenne pour le climat[Lesquels ?]. Cet article 83 vise à décliner régionalement les objectifs nationaux de développement des énergies renouvelables (cf. nouveaux articles L. 141-5-1 et L. 141-5-2 du Code de l'énergie).
Un premier décret devra être pris à compter de la première révision de la programmation pluriannuelle de l'énergie mentionnée […] qui suit le 1er janvier 2023.

## Missions
Pour combler le retard français en matière d'énergies renouvelables, et pour contribuer aux objectifs législatifs nationaux (dont « 33 % d'énergies renouvelables en 2030 ») et aux objectifs de la programmation pluriannuelle de l'énergie (PPE), des « objectifs régionaux de développement des énergies renouvelables » doivent être établis (par décret) pour toutes les régions de la France métropolitaine (« après concertation avec les conseils régionaux concernés »). Ces objectifs prennent en compte « les potentiels énergétiques, renouvelables et de récupération, régionaux mobilisables ». 
Une évaluation et un suivi de ces objectifs sont prévus « de façon partagée entre les régions et l'État », basé sur « une méthode et des indicateurs » dont les modalités sont fixées par décret.
Ce comité doit :
- « favoriser la concertation, en particulier avec les collectivités territoriales, sur les questions relatives à l'énergie au sein de la région » ;
- « élaborer une proposition d'objectifs régionaux de développement des énergies renouvelables de la région », avant que le ministre ne définisse ces objectifs dans un décret ;
- être « associé à la fixation, au suivi et à l'évaluation de la mise en œuvre des objectifs de développement des énergies renouvelables et de récupération du SRADDET ou, en Île-de-France, du SRCAE et de son schéma régional éolien » ;
- « débattre et rendre des avis sur tous les sujets relatifs à l'énergie ayant un impact sur la région ».

La loi introduit une obligation de compatibilité juridique entre les objectifs des SRADDET (du SRCAE pour le cas de la Région Île-de-France) et les objectifs régionaux fixés par décret et les objectifs nationaux de la PPE.
Les schémas régionaux devront être mis à jour par les régions dans les six mois à compter de la publication du décret relatif aux objectifs régionaux.
Le projet de loi (2022-2023) sur l'accélération des énergies renouvelables et sur la production d'hydrogène décarboné, leur confie une mission supplémentaire :
vérifier si la somme des zones d'accélération des énergies renouvelables (EnR) au niveau régional suffiront à atteindre les objectifs régionaux.
- Si c'est le cas, « les référents préfectoraux de la région concernée arrêtent la cartographie des zones identifiées dans un schéma directeur départemental de déploiement des énergies renouvelables ».
- Si ce n'est pas le cas, « les référents préfectoraux peuvent demander l'identification de zones complémentaires », qui seront soumises au comité régional de l'énergie qui émettra un nouvel avis. 
Si ce nouvel avis conclut que les zones d'accélération identifiées au niveau régional sont suffisantes, les référents préfectoraux de la région concernée arrêtent la cartographie[2].

Dans son exposé des motifs, le rapporteur du projet de loi a précisé que « dans le cas où les zones identifiées par l'autorité compétente ne sont pas suffisantes pour atteindre les objectifs, aucune cartographie définitive n'est prise. Dans ce cas, le droit commun s'applique, ce qui incite les collectivités à s'emparer de cet outil ».

## Gouvernance
Le « comité régional de l'énergie » est coprésidé par le président du conseil régional et le préfet de région.
Ses modalités de fonctionnement seront précisées par décret.

## Composition
Un décret la précisera, mais on y attend au moins les communes ou groupements de communes, les départements, les autorités organisatrices de la distribution d'énergie et les gestionnaires des réseaux publics de distribution ou de transport intéressés.